# Jos Dijkhuis
Josephus Henricus Maria Theresia (Jos) Dijkhuis (Borne, 20 februari 1929 − Amsterdam, 4 juni 2018) was een Nederlands hoogleraar klinische psychologie en de psychotherapie aan de Rijksuniversiteit Utrecht.

## Biografie
Dijkhuis studeerde na het behalen van zijn gymnasium bètaopleiding psychologie te Utrecht. In 1954 werd hij wetenschappelijk medewerker van het Instituut voor klinische en industriële psychologie dat in 1949 was opgericht door  prof. jhr. dr. D.J. van Lennep. Aan zijn alma mater promoveerde hij op 28 oktober 1960 bij Van Lennep op Het beoordelen in de psychologie. In het bijzonder het beoordelen van mensen en menselijk gedrag. Vervolgens werd hij aan diezelfde universiteit aangesteld als lector met als leeropdracht theorie en praktijk van de niet-medische psychotherapie van volwassenen; hij hield zijn openbare les onder de titel Het proces van de interactie tussen psycholoog en cliënt. Hij hield zich onder andere bezig met (geestelijke) gezondheidszorg voor studenten. Per 1 april 1965 werd hij aangesteld als gewoon hoogleraar klinische psychologie en de psychotherapie ten behoeve van de psychologen en hield zijn inaugurele rede op 1 november 1965. Per 17 september 1969 werd zijn leeropdracht omgezet in de klinische psychologie en de psychotherapie.
In 1976 werd onder zijn voorzitterschap het Rapport van de commissie belast met een onderzoek naar het pedagogisch en psychiatrisch beleid der Heldringstichtingen uitgebracht, nadat vele klachten over misstanden in die stichtingen naar buiten waren gekomen; met het rapport gebeurde verder niets. De Commissie-Dijkhuis had over seksueel misbruik echter niets opgemerkt, hoewel in een zwartboek van een belangengroep dat al in 1974 was geconstateerd. Pas in 1989 werd de directeur, H.O.Th. Finkensieper, die zich aan machtsmisbruik zou hebben schuldig gemaakt, ontslagen. In 1992 werd wegens seksueel misbruik van pupillen tot gevangenisstraf veroordeeld in een van de meest geruchtmakende Nederlandse zedenzaken. 
In 1987 werkte hij mee aan een studiedag georganiseerd door het Katholiek Studiecentrum voor Geestelijke Volksgezondheid over de houding van psychotherapeuten ten opzichte van levensbeschouwing. In 1990 werkte hij mee aan de bundel Toepasselijke psychotherapie. Nieuwe inzichten en praktijken. Hij was ook voorzitter van de Vereniging voor psychotherapie. Op 1 maart 1994 ging hij met emeritaat maar hij hield zijn afscheidsrede op 1 juni 1990 onder de titel Het miskende individu: de teloorgang in de psychologie van de aandacht voor het individuele van mensen. Nog in 1990 publiceerde hij het artikel 'Het CONO en de metastudie', in 1995 werkte hij mee aan Dicht bij later. Een meer dan informatief boek voor vijftigplussers en in 2000 leverde hij een bijdrage aan het boek Psychotherapie. Aspecten en perspectieven.
Prof. dr. J.H.M.T. Dijkhuis overleed in 2018 op 89-jarige leeftijd in Amsterdam.